# Lloyd Nosler
Lloyd Nosler est un monteur et réalisateur américain, né le 13 mars 1900 à Portland (Oregon), mort le 26 septembre 1985 à Hanford (Californie).

## Biographie
Comme monteur, Lloyd Nosler débute sur deux films muets réalisés par Jacques Jaccard, sortis respectivement en 1919 et 1920. Le dernier de ses vingt-sept films américains à ce poste est L'Or du ciel de George Marshall (avec James Stewart et Paulette Goddard), sorti en 1941.
Entretemps, citons Ben-Hur de Fred Niblo (version de 1925, avec Ramón Novarro et Francis X. Bushman), La Chair et le Diable de Clarence Brown (1926, avec Greta Garbo et John Gilbert), She Goes to War d'Henry King (1929, avec Eleanor Boardman et John Holland), Notre pain quotidien de King Vidor (1934, avec Karen Morley et Tom Keene), ou encore The Hurricane de John Ford (1937, avec Dorothy Lamour et Jon Hall).
Après L'Or du ciel, il revient une dernière fois au grand écran pour effectuer le montage du documentaire Navajo de Norman Foster, sorti en 1951.
Par ailleurs, Lloyd Nosler est le réalisateur de quatre westerns au début des années 1930, dont Son of the Border (en) (1933, avec Tom Keene et Edgar Kennedy), et l'auteur d'histoires originales pour trois westerns également sortis dans les années 1930, notamment Le Cavalier de l'aube de Robert N. Bradbury (1935, avec John Wayne et Marion Burns).
Pour la télévision, il contribue comme monteur à dix séries entre 1959 et 1962, dont Cheyenne (un épisode, 1960) et Maverick (deux épisodes, 1960-1961).

## Filmographie partielle

### Cinéma
(films, comme monteur, sauf mention contraire ou complémentaire)
- 1919 : The Great Air Robbery de Jacques Jaccard
- 1920 : Desert Love de Jacques Jaccard
- 1923 : Les Étrangers de la nuit (Strangers of the Night) de Fred Niblo
- 1924 : The Red Lily de Fred Niblo
- 1924 : Guerrita (Thy Name Is Woman) de Fred Niblo
- 1924 : L'Accusateur silencieux (The Silent Accuser) de Chester M. Franklin
- 1925 : Ben-Hur de Fred Niblo
- 1926 : La Chair et le Diable (Flesh and the Devil) de Clarence Brown
- 1926 : La Tentatrice (The Temptress) de Fred Niblo
- 1927 : La Volonté du mort (The Cat and the Canary) de Paul Leni
- 1927 : La Case de l'oncle Tom (Uncle Tom's Cabin) d'Harry A. Pollard
- 1929 : Elle s'en va-t-en guerre (She Goes to War) d'Henry King
- 1929 : L'École du courage (The Shakedown) de William Wyler
- 1930 : Sous le ciel des tropiques (Hell Harbor) d'Henry King
- 1930 : À la conquête de la lune (Reaching for the Moon) d'Edmund Goulding
- 1930 : The Eyes of the World d'Henry King
- 1931 : The Man from Death Valley (réalisateur et auteur de l'histoire originale)
- 1931 : La Diligence infernale (Galloping Thru) (réalisateur)
- 1932 : Single-Handed (réalisateur, conjointement avec Charles A. Post)
- 1933 : La Boule rouge (Blood Money) de Rowland Brown
- 1933 : Son of the Border (réalisateur)
- 1934 : L'Étoile du Moulin-Rouge (Moulin rouge) de Sidney Lanfield
- 1934 : Notre pain quotidien (Our Daily Bread) de King Vidor
- 1935 : Le Cavalier de l'aube (The Dawn Rider) de Robert N. Bradbury (auteur de l'histoire originale)
- 1937 : Ching-Ching (Stowaway) de William A. Seiter
- 1937 : Le Dernier Négrier (Slave Ship) de Tay Garnett
- 1937 : The Hurricane de John Ford
- 1938 : Western Trails (en) de George Waggner (auteur de l'histoire originale)
- 1941 : L'Or du ciel (Pot O'Gold) de George Marshall
- 1951 : Navajo de Norman Foster (documentaire)

### Télévision
(séries, comme monteur)
- 1959 : 77 Sunset Strip, saison 2, épisode 2 The Kookie Caper
- 1960 : Cheyenne, saison 4, épisode 13 Home Is the Brave
- 1960 : Sugarfoot, saison 4, épisode 2 A Noose for Nora
- 1960-1961 : Maverick
  - Saison 3, épisode 24 The Resurrection of Joe November (1960) de Leslie Goodwins
  - Saison 4, épisode 18 The Cactus Switch (1961) de George Waggner

## Galerie photos

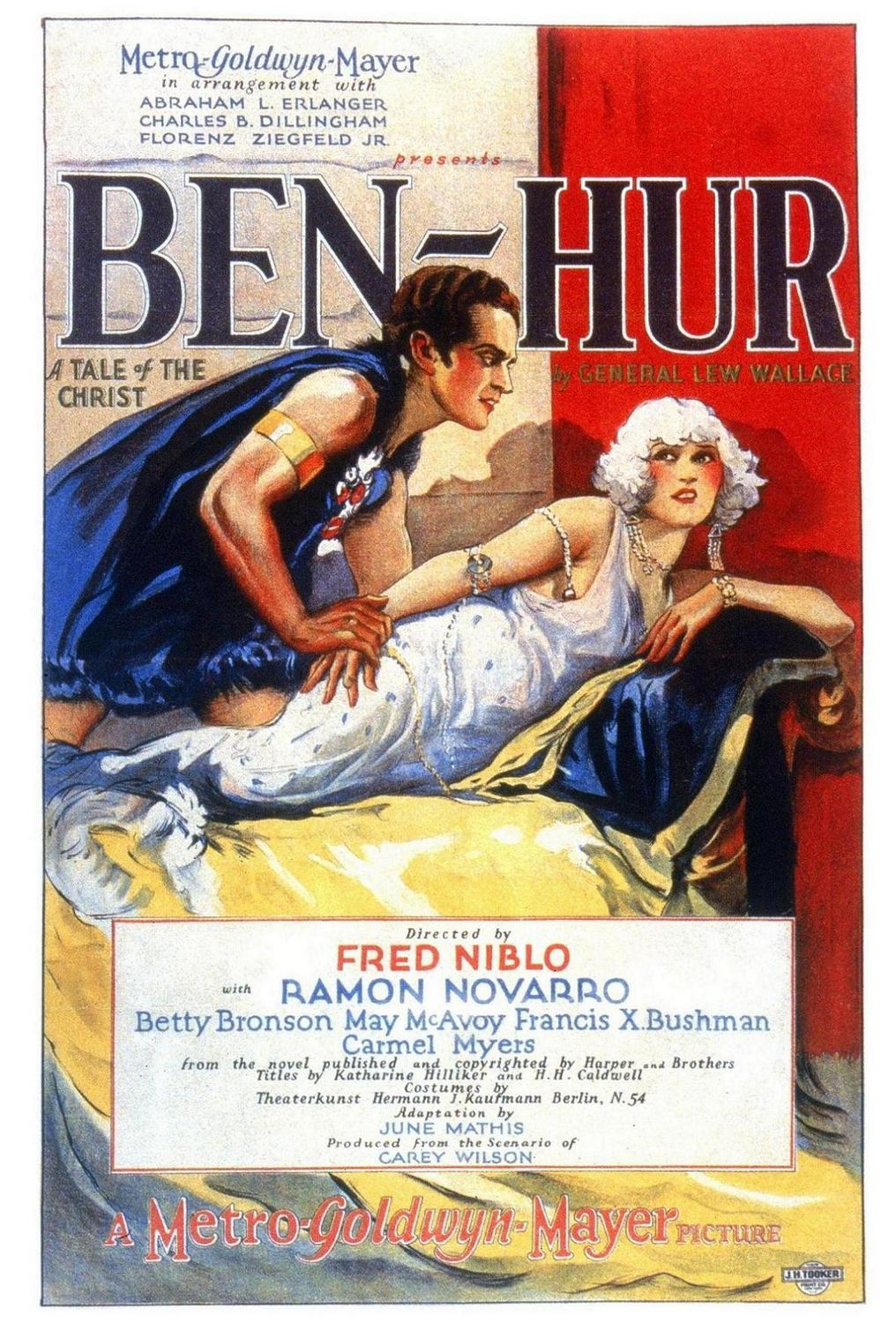
Poster pour Ben-Hur (1925, monteur)
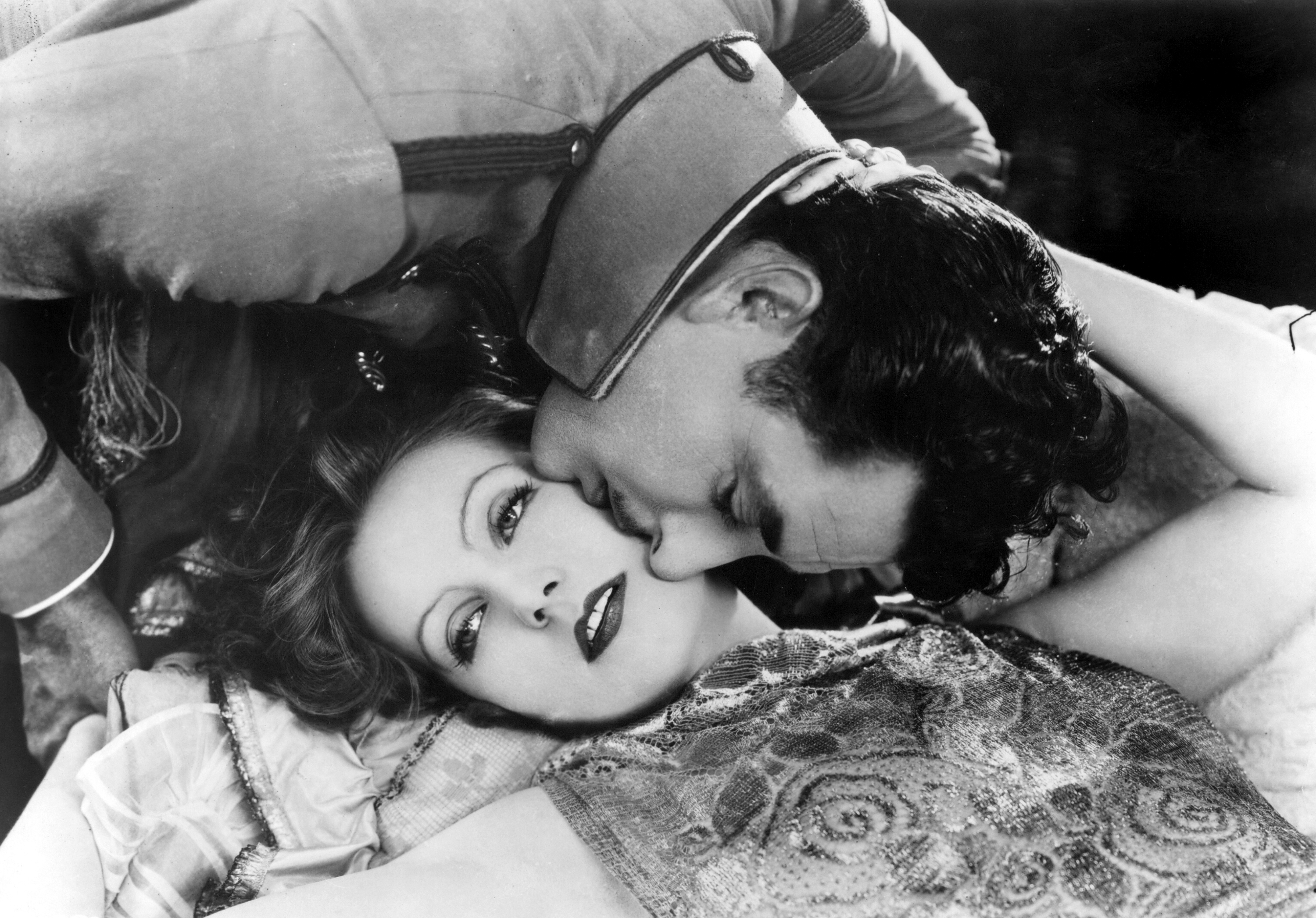
La Chair et le Diable (1926, monteur) : Greta Garbo et John Gilbert
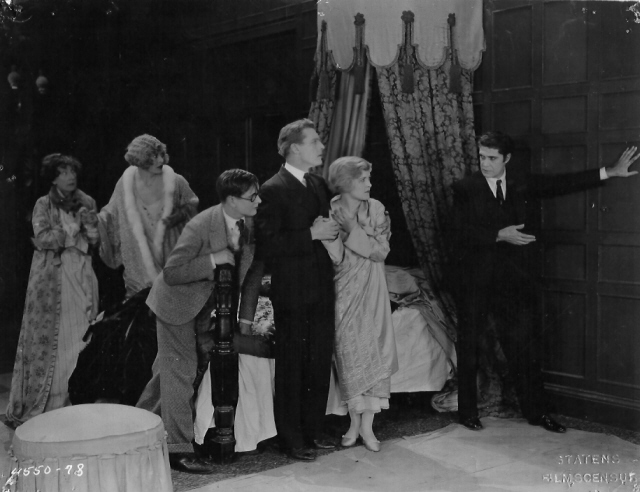
La Volonté du mort (1927, monteur) : Flora Finch, Gertrude Astor, Creighton Hale, Forrest Stanley, Laura La Plante et Arthur Edmund Carewe (de g. à d.)
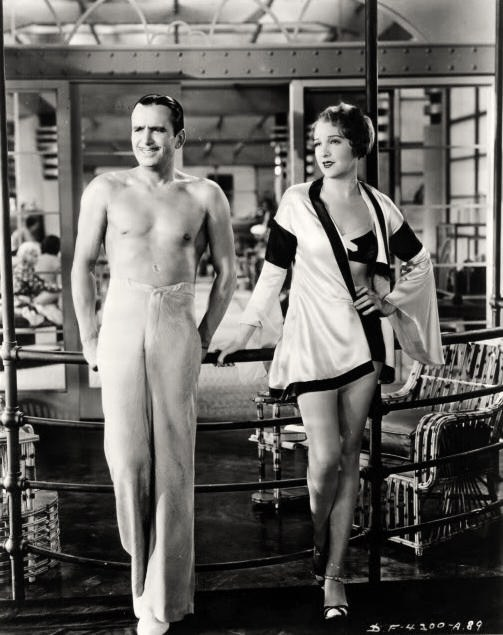
Pour décrocher la lune (1930, monteur) : Douglas Fairbanks et Bebe Daniels
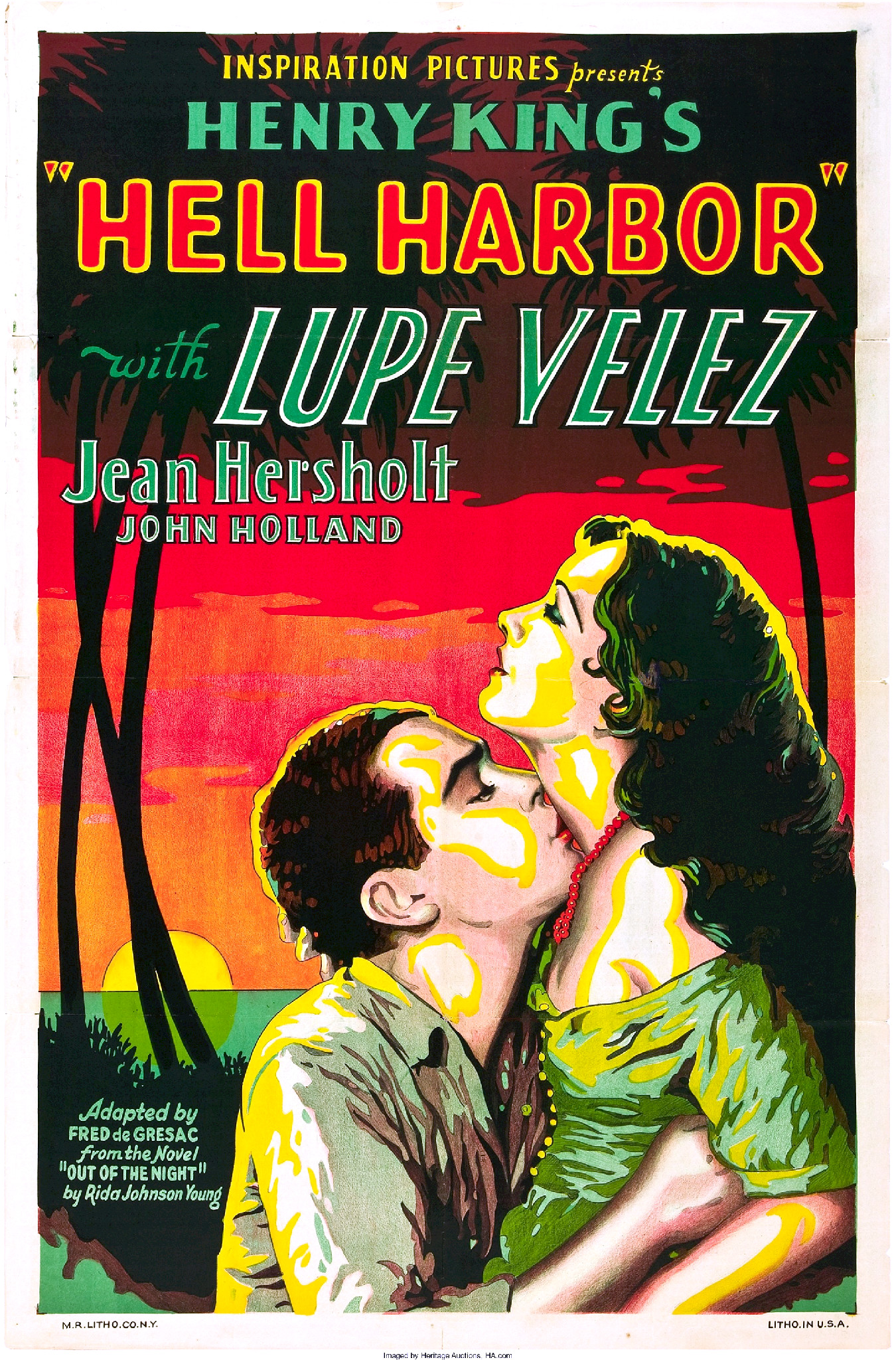
Poster pour Sous le ciel des tropiques (1930, monteur)
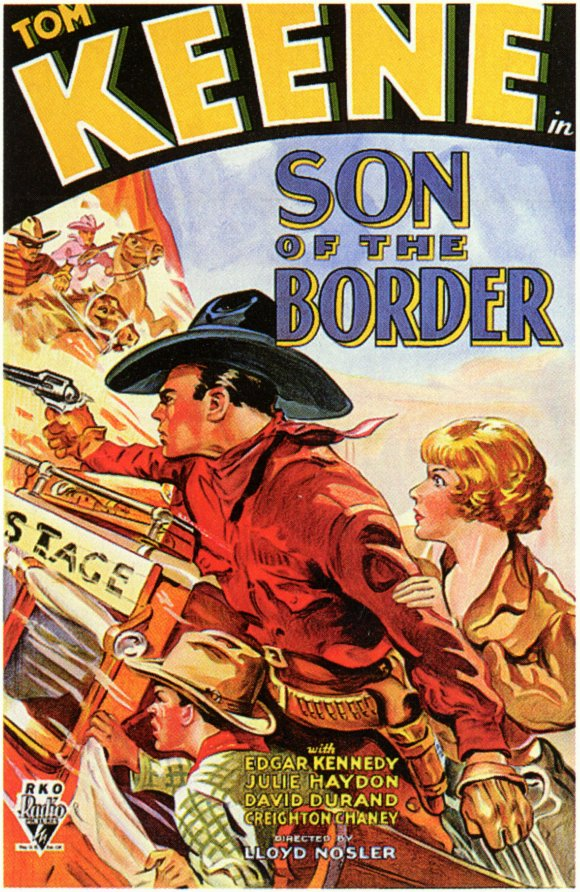
Poster pour Son of the Border (1933, réalisateur)
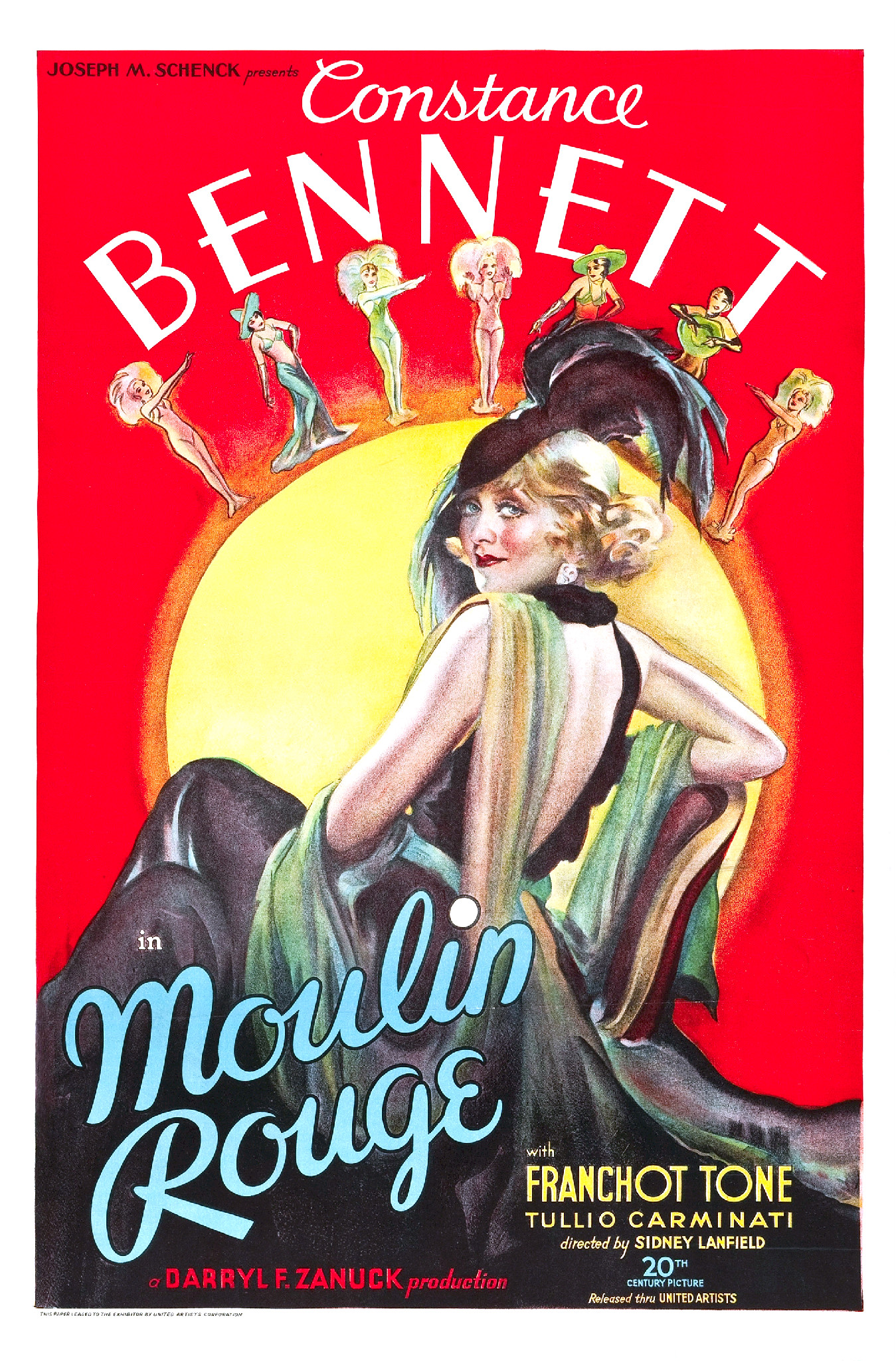
Poster pour Moulin rouge (1934, monteur)
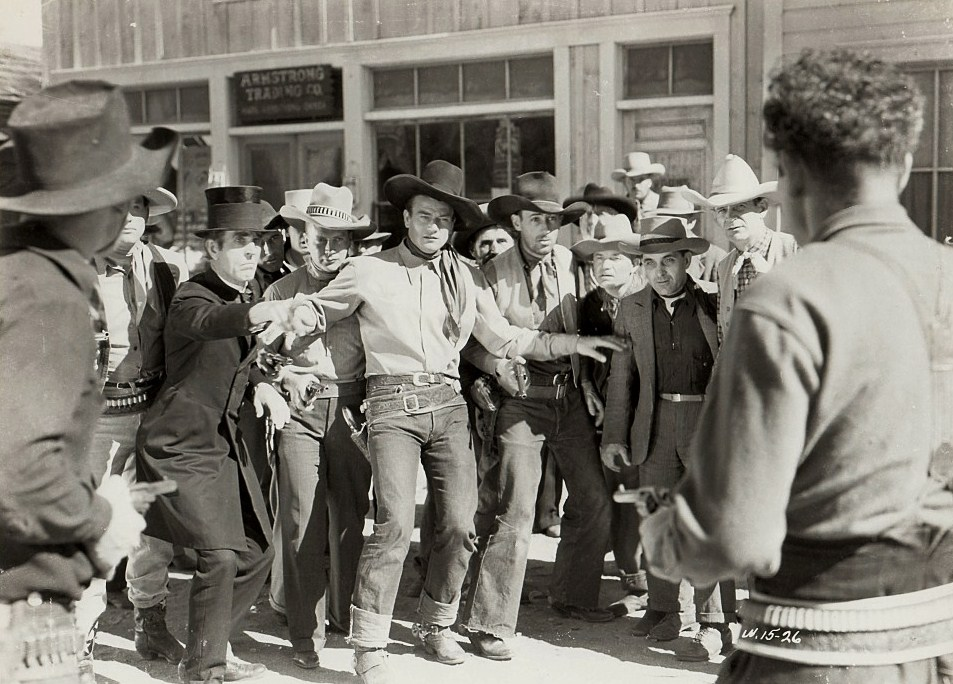
Le Cavalier de l'aube (1935, auteur de l'histoire originale), avec John Wayne au centre
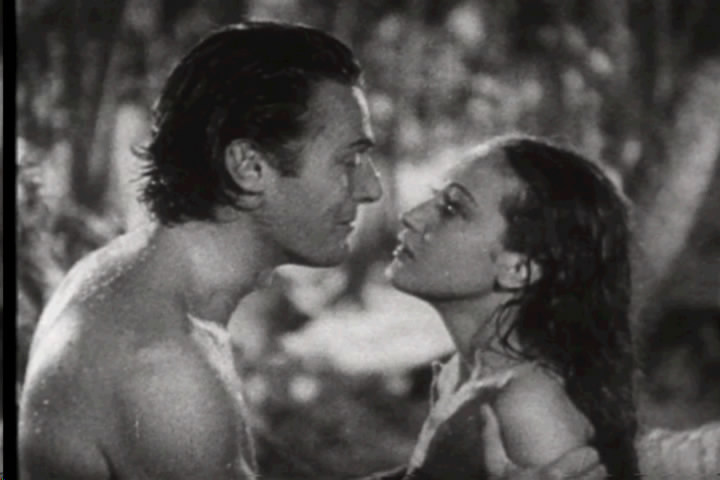
The Hurricane (1937, monteur) : Jon Hall et Dorothy Lamour
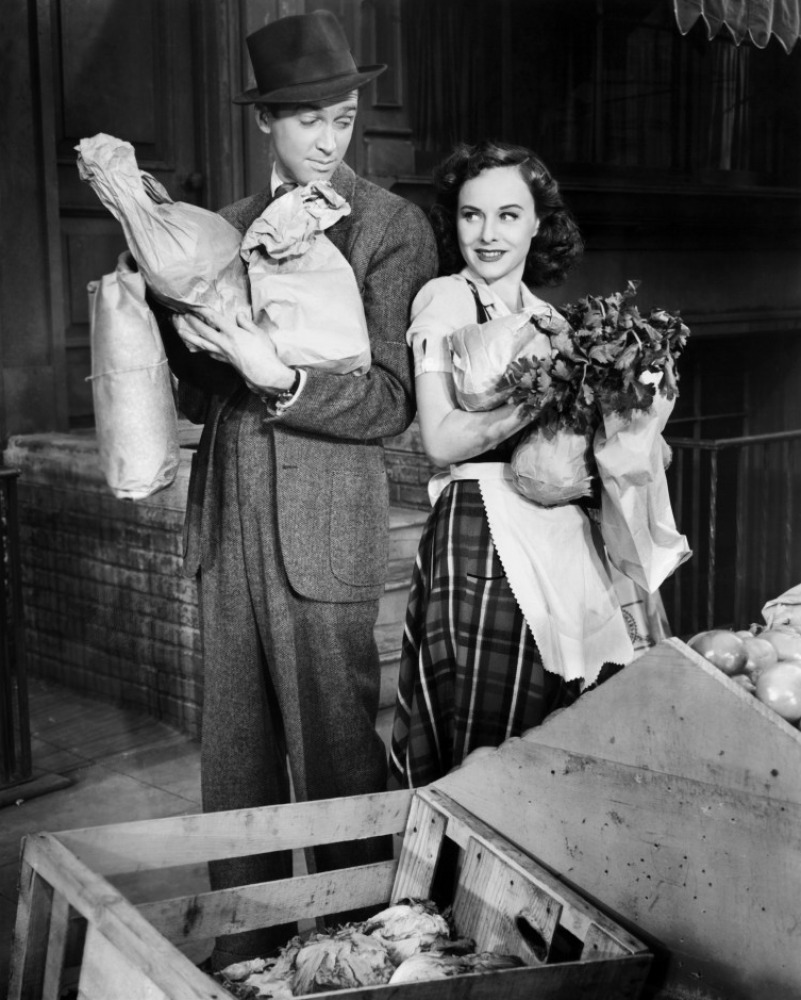
L'Or du ciel (1941, monteur) : James Stewart et Paulette Goddard